# Zerlegungsmodell
Ein Zerlegungsmodell ist ein direktes Darstellungsschema eines Volumenkörpers. Ähnlich dem Constructive-Solid-Geometry-Schema (CSG) werden gegebene Grundkörper verwendet, um die Geometrie eines Körpers darzustellen. Im Gegensatz zur CSG werden die Grundkörper aber nur aneinandergesetzt, d. h., es werden keine Schnittkörper oder gar abzuziehende Volumina erzeugt.

## Beispielanwendung
Die klassische Anwendung des Zerlegungsmodells findet sich im Kinderzimmer: Beim Spielen mit Bauklötzchen werden Grundkörper so aneinandergelegt (auch gesteckt oder geklebt), dass kompliziertere Formen entstehen.
Im Bereich der computer-gestützten Modellierung werden häufig Normzellen wie Voxel als Grundelemente eingesetzt. Die Erzeugung eines solchen Modells setzt eine geometrische Repräsentierung in anderer Form voraus: Entweder wird das Zerlegungsmodell aus der Boundary Representation bzw. einem CSG-Modell abgeleitet, oder man verwendet als explizite Eingabe die Messergebnisse einer technischen Anwendung, wie z. B. der Computertomographie. Verwirft man das erzeugende Modell, so kann keine Verfeinerung mehr vorgenommen werden.